# Uchanie (Hrubieszów)
Pour les articles homonymes, voir Uchanie.
Uchanie (prononciation : [uˈxaɲe]) est un village polonais de la gmina de Uchanie dans le powiat de Hrubieszów de la voïvodie de Lublin dans l'est de la Pologne.
Le village est le siège administratif (chef-lieu) de la gmina appelée gmina de Uchanie .
Il se situe à environ 20 kilomètres au nord-ouest de Hrubieszów (siège du powiat) et 84 kilomètres au sud-est de Lublin (capitale de la voïvodie).
Le village compte approximativement une population de 650 habitants.

## Histoire
De 1975 à 1998, le village est attaché administrativement à la voïvodie de Zamość.

Depuis 1999, il fait partie de la voïvodie de Lublin.

## Galerie

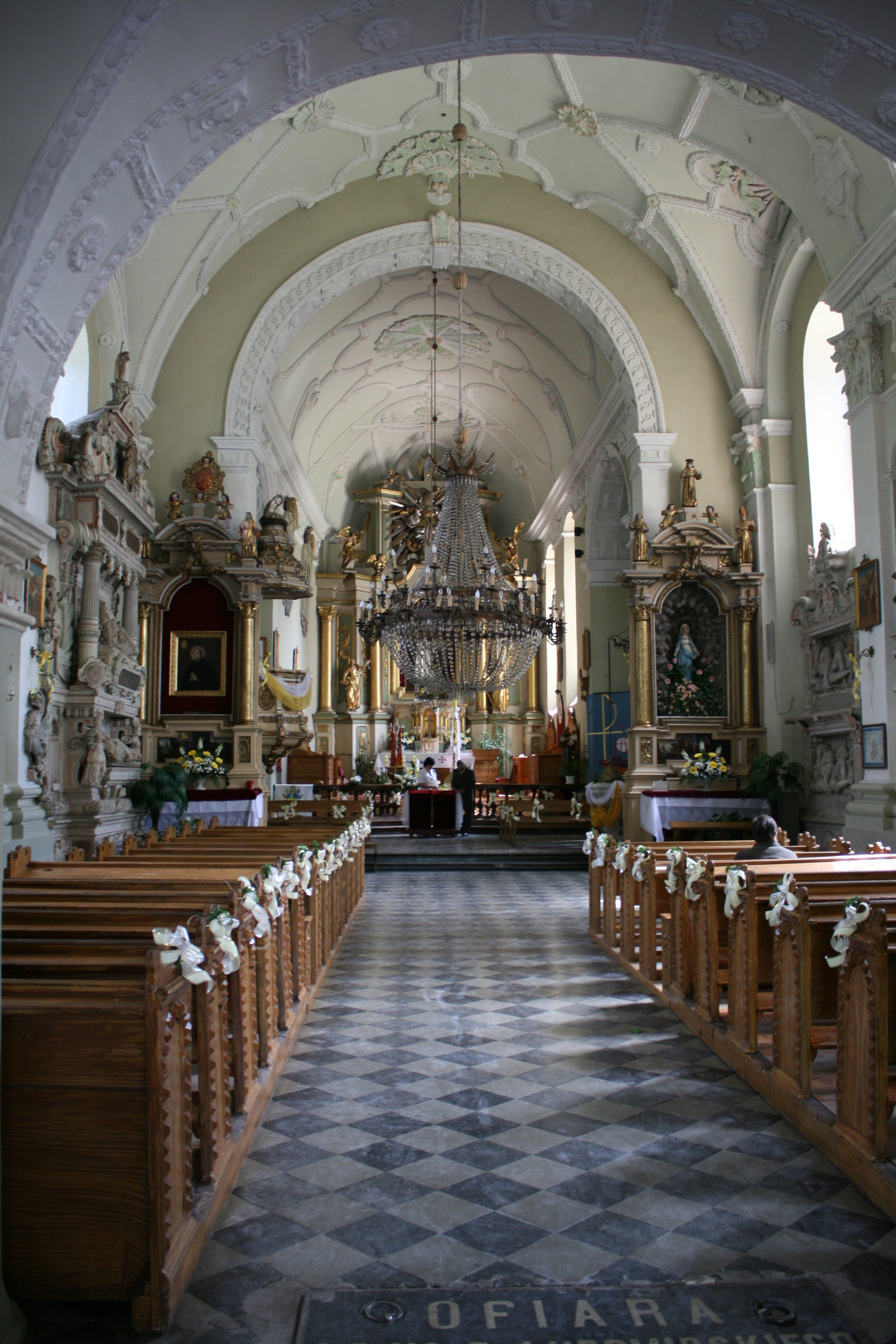
Intérieur de l'église
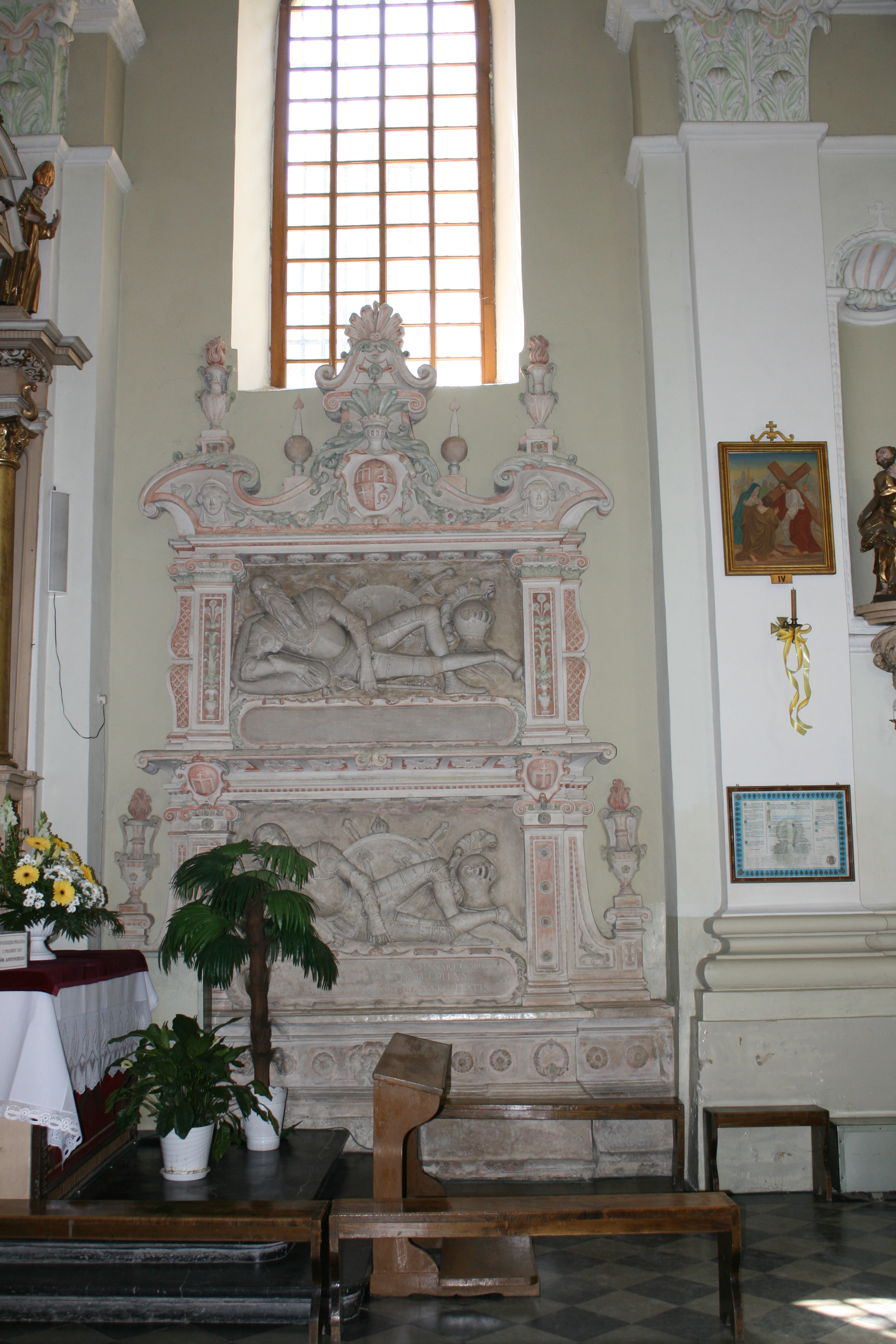
Pierres tombales de Arnulfa Uchańskich
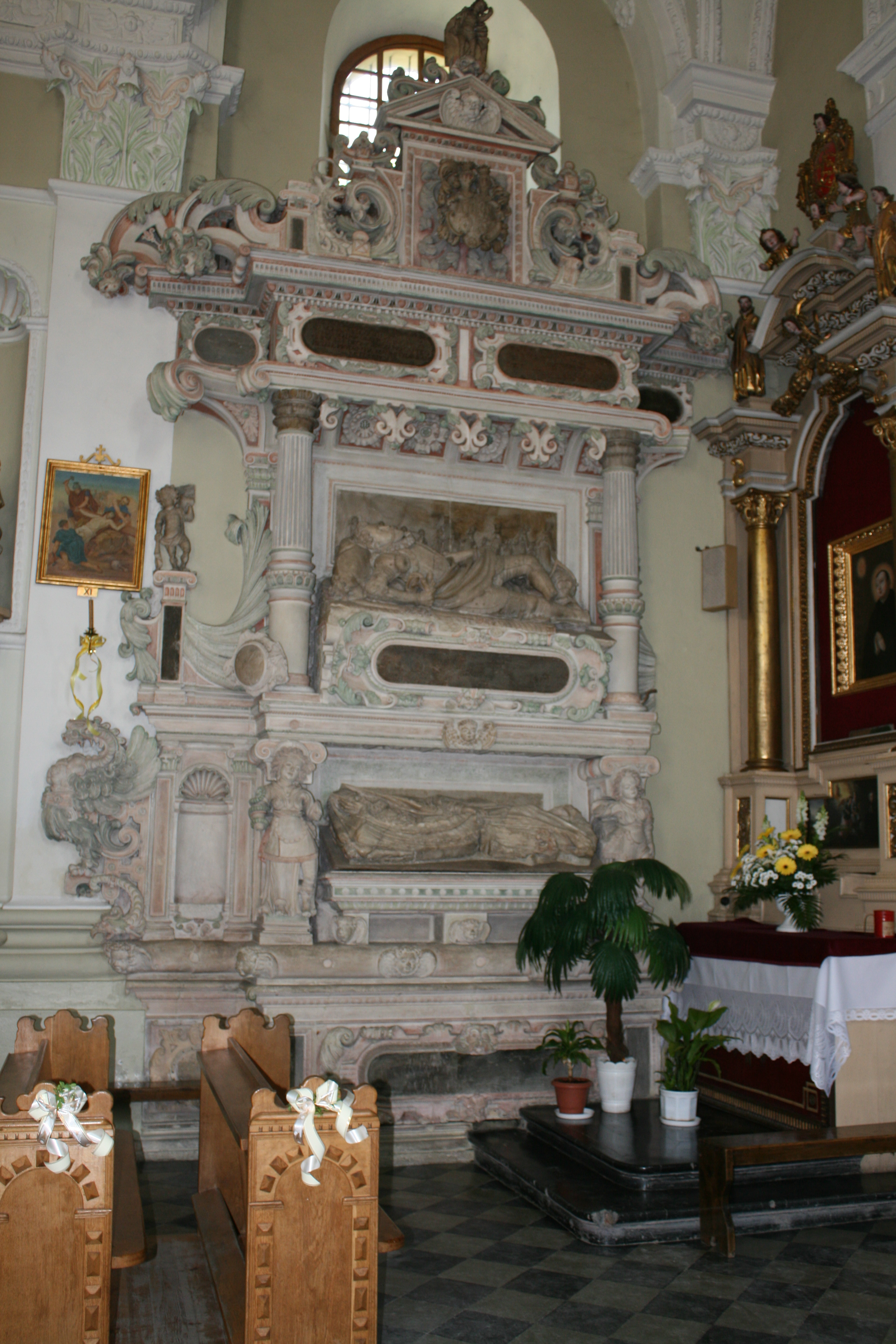
Pierres tombales de Arnulfa Uchańskich
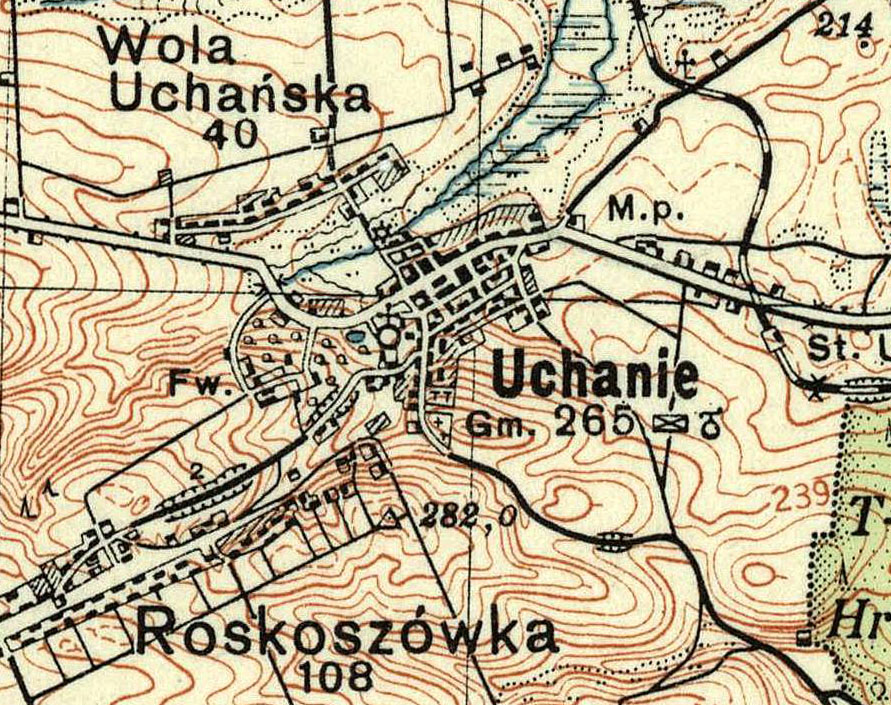
Carte militaire de la zone environnante d'Uchanie de 1933